# Gynacantha vesiculata
Gynacantha vesiculata är en trollsländeart som beskrevs av Karsch 1891. Gynacantha vesiculata ingår i släktet Gynacantha och familjen mosaiktrollsländor. IUCN kategoriserar arten globalt som livskraftig. Inga underarter finns listade i Catalogue of Life.